# Saadat Shazada Malook
Saadat Shazada Malook (* 26. August 1916; † unbekannt) war ein afghanischer Hockeyspieler.
Sein größter Erfolg war die Teilnahme an den Olympischen Spielen 1936 in Berlin. Malook kam bei zwei Spielen zum Einsatz.